# Muhammad VII di Granada
Abū ʿAbd Allāh Muḥammad VII, al-Mustaʿīn bi-llāh (in arabo "أبو عبد الله محمد بن يوسف "ﺍﻟمستعين ﺑالله ‎?; 1370 – 13 maggio 1408), è stato il dodicesimo sultano nasride del Sultanato di Granada. Salì al trono nel 1392, regnando fino al 1408.

## Biografia
Dopo la morte per avvelenamento del sultano Yūsuf II, Muḥammad VII salì al trono con violenza, facendo imprigionare il fratello Yūsuf III, il legittimo erede al trono.
Il re di Castiglia Enrico III aveva soli undici anni quando Muḥammad VII salì al trono, Muḥammad VII ne approfittò per lanciare attacchi contro le zone di confine del suo regno, in particolare contro Jaén e Murcia.
Nel 1407 i Castigliani riuscirono a conquistare Zahara de la Sierra, una fortezza fino ad allora considerata inespugnabile. I Nasridi riuscirono a recuperarla molti anni più tardi, nel 1481.
Muhammad VII morì il 13 maggio 1408. Gli succedette il fratello Yūsuf III.